# Cootamundra Shire Council
Cootamundra Shire Council is een Local Government Area (LGA) in de Australische deelstaat New South Wales. Cootamundra Shire Council telt 7.623 inwoners. De hoofdplaats is Cootamundra .